# Doris Rücker
Doris Elsbeth Rücker, geborene Flehmig (* 9. Juli 1909 in Meerane; † 13. März 1986 in Düsseldorf), war eine deutsche Bildhauerin.

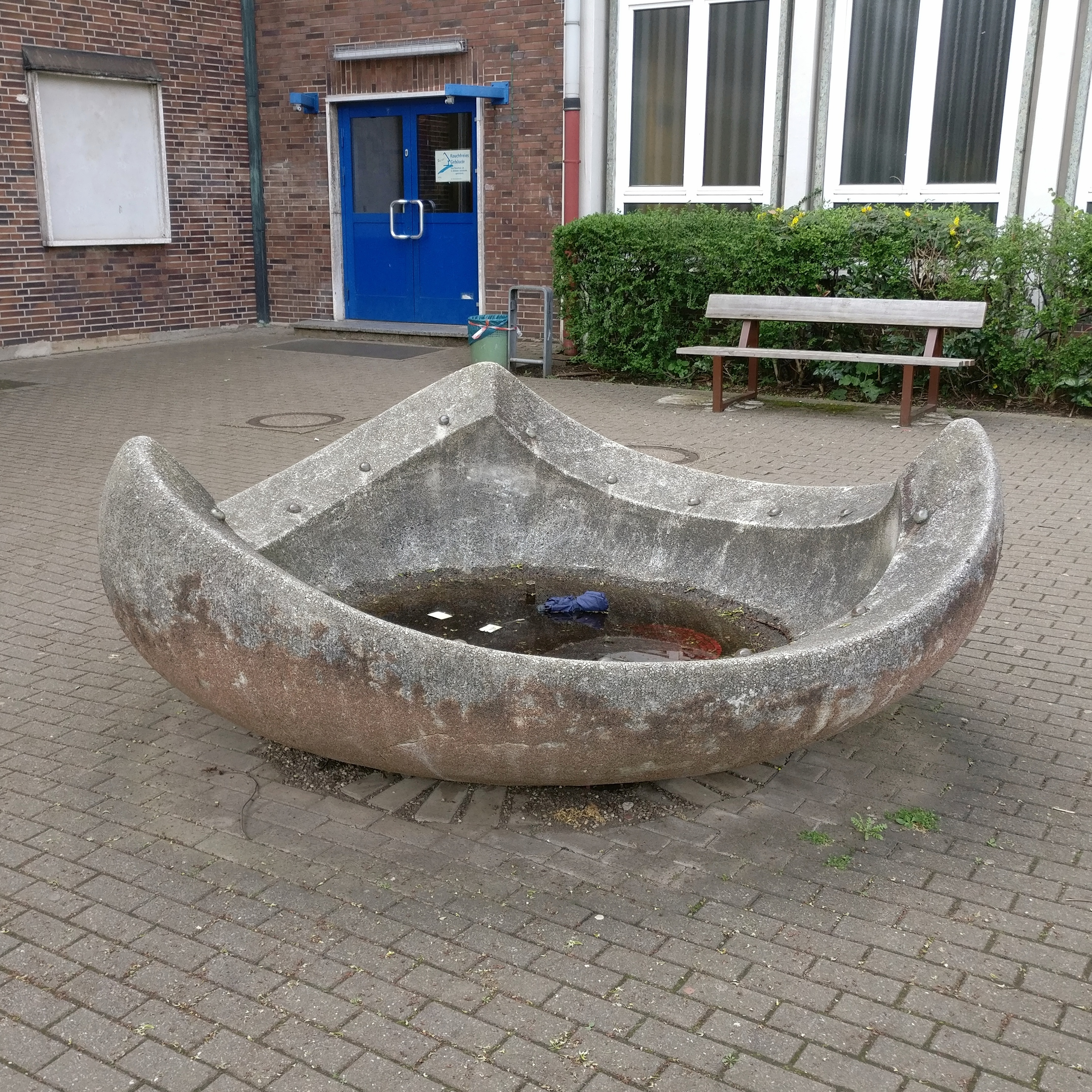
Doris Rücker, Brunnen, Kunststein und Mosaik, Duisburg-Duissern, Falkstraße 44, Schulhof Gesamtschule Duisburg-Mitte

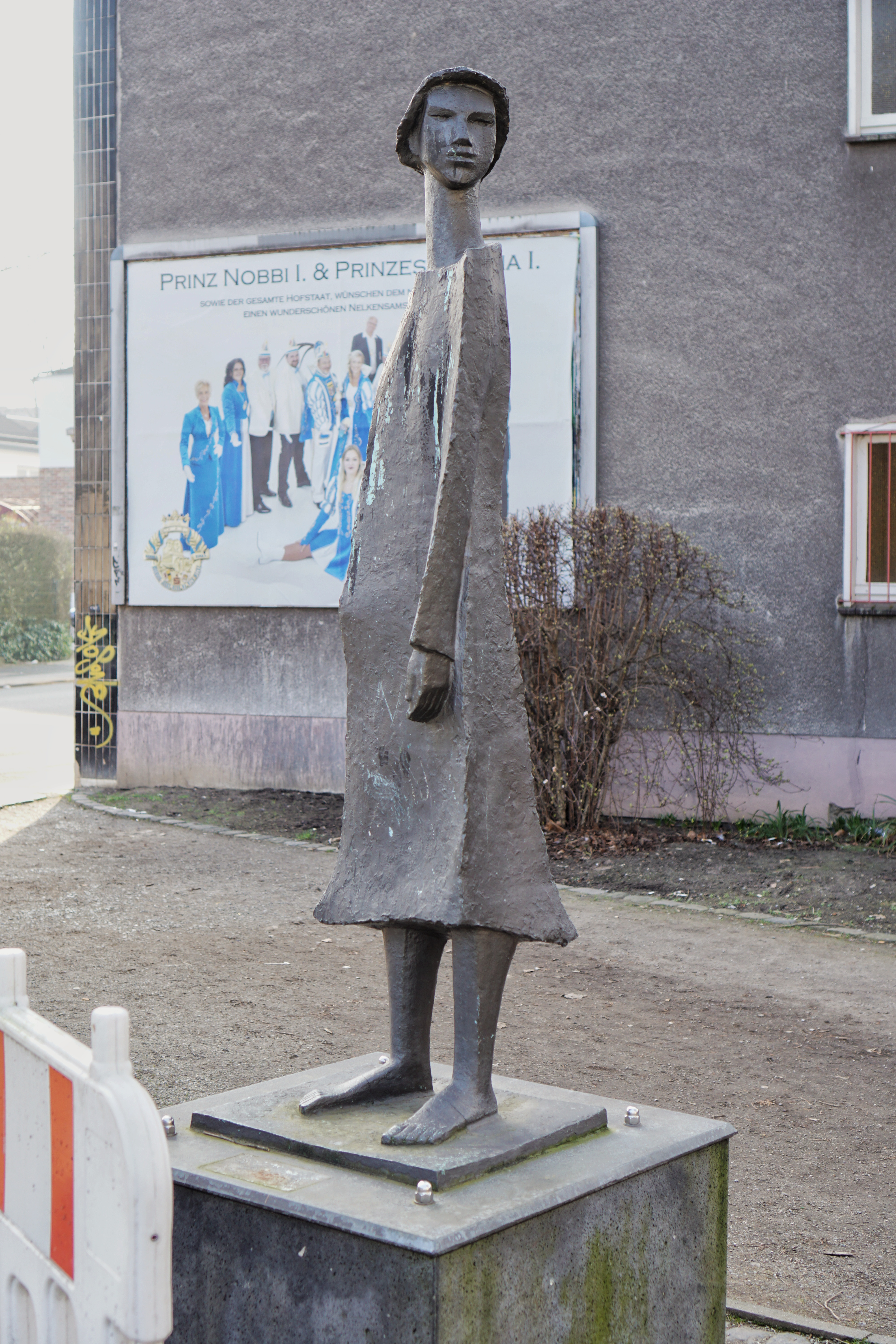
Doris Rücker, Mädchen im Wind, Bronze, Duisburg-Hochheide, Kreuzung Ottostraße/Moerser Straße

## Leben
Die Tochter der Clara Antonie Flehmig und des Bäckermeisters Arno Eugen Flehmig wohnte zunächst in Meerane in Sachsen bis zum Umzug der Familie 1928 nach Leipzig. Ab 1938 besuchte sie die Abendschule und studierte anschließend bis 1943 an der dortigen Meisterschule des deutschen Handwerks bei Alfred Thiele. Diese Schule wurde 1943 in der Bombennacht vom 3. zum 4. Dezember völlig zerstört. Daraufhin verließ sie Leipzig und richtete sich in Meuselwitz ein Behelfsatelier ein. 1945 kehrte sie in ihre Leipziger Wohnung zurück, die von Bomben verschont geblieben war.
In Leipzig lernte Doris Flehmig ihren Mann Walther Rücker kennen, mit dem sie 1949 die Stadt verließ und über Lübeck, Frankfurt am Main nach Düsseldorf zog, wo sich das Ehepaar 1950 niederließ. Hier arbeitete Doris Rücker als freischaffende Bildhauerin. Jedoch lebte sie jedes Jahr einige Monate in La Nucia in Spanien. Im Laufe ihres Lebens unternahm Rücker Studienreisen auf den Balkan, nach Mittel- und Westeuropa und in die USA. Walther Rücker starb 1971 in Düsseldorf.
Rücker gestaltete im Rahmen öffentlicher Aufträge Brunnenplastiken, Wandgestaltungen und Freiplastiken. Daneben schuf sie zahlreiche freie Werke, hauptsächlich aus Bronze. Neben der Beteiligung an Gruppenausstellungen präsentierte sie ihre Werke auch auf Einzelausstellungen. Auch nach ihrem Tod stellen die Museen Rückers Werke aus, wie zum Beispiel das Stadtmuseum Güstrow und das Museum Ratingen, welches ihren Nachlass verwaltet.
Doris und Walther Rücker sind auf dem Friedhof in Kalkum begraben.

## Werke (Auswahl)
- Magische Figur IX, 1975[8]
- Mondfigur / Ruhige Figur 1968[8]
- Strahlentier II, 1967[8]
- Agressivo, 1963[8]
- Sitzende Katze[8]
- gehende Katze[9]
- Fantasy bird, 1963[8]
- Kleiner König, 1962[8]
- Totem[8]
- Knieende, um 1947, Bronze[5]
- Liegende Peregrina, um 1947, Bronze[4]
- Ursula, 1947, Bronze[10]
- Träumerei, 1945, Bronze[10]

## Werke im öffentlichen Raum (Auswahl)
- Brunnen, Kunststein und Mosaik, Duisburg-Duissern, Falkstraße 44, Schulhof Gesamtschule Duisburg-Mitte
- Mädchen im Wind, 1959, Bronze, Duisburg-Hochheide, Kreuzung Ottostraße/Moerser Straße[7]
- Lehrer und Schüler, 1970, Beton, Wrangelstraße 40, Janusz-Korczak-Schule, Mörsenbroich[11]
- Kinder mit runden und eckigen Formen, 1964, Beton, Rather Markt 2  auf dem Schulhof der Joachim-Neander-Schule Rath (Düsseldorf)[12]

## Veröffentlichungen
- Doris Rücker: Plastiken, Reliefs, Ausstellung vom 22. Juli – 25. Aug. 1984, Stadtmuseum Ratingen[13]

## Ausstellungen (Auswahl)
- 2024: Museum Ratingen, Sammlungsschau mit Werken von sechs Künstlerinnen: Maria Fuss, Renate Hoffmann-Korth, Marg Moll, Doris Rücker, Beatrix Sassen und Ulrike Zilly[6]
- 2020: Museum der bildenden Künste Leipzig, Sammlung im Blick: Leipziger Kunst 1900–1945[14]
- 2018: Güstrow, Schätze aus dem Depot[5]
- 1971: Krefeld, Studio Krüll, Bronzen, Terrakotten, Grafiken von Doris Rücker, Magische Abstraktionen[15]
- 1964: Köln, Galerie Boisserée, Plastiken von Doris Rücker[16]
- 1954: Halle (Saale), Galerie Henning, Aktzeichnungen von Malern und Bildhauern, Sammelausstellung[17]
- 1950: Frankfurt am Main, in der Wohnung von Klaus Franck, Doppelausstellung Heinrich Wildemann und Doris Rücker[18]